# Hynobius tokyoensis
Hynobius tokyoensis är en groddjursart som beskrevs av Tago 1931. Hynobius tokyoensis ingår i släktet Hynobius och familjen Hynobiidae. IUCN kategoriserar arten globalt som sårbar. Inga underarter finns listade i Catalogue of Life.